# Vincenzo Massi
Vincenzo Massi (Sant'Elpidio a Mare, 22 luglio 1781 – Torino, 10 gennaio 1841) è stato un arcivescovo cattolico italiano.

## Biografia
Nato a Sant'Elpidio a Mare da Filippo e Marta Marcantoni (nell'attuale provincia di Fermo) il 22 luglio 1781 da un'antica e nobile famiglia, venne ordinato sacerdote il 23 giugno 1805. Studiò all'Università di Fermo e successivamente a Roma, dove fu proclamato dottore in utroque iure alla Sapienza il 22 settembre 1816. Fu insegnante di retorica al seminario di Ripatransone. Dal 1815 al 1821 fu vicario generale nella diocesi di Gubbio.
Eletto vescovo di Gubbio il 27 giugno 1821 da papa Pio VII, venne nominato arcivescovo titolare di Tessalonica da papa Gregorio XVI il 22 novembre 1839. Ricevette la consacrazione episcopale  il 1º luglio 1821 a Roma dal cardinale vescovo di Ostia, Giulio Maria della Somaglia; Co-consacratori furono l'arcivescovo Giovanni Francesco Falzacappa e Mario Ancaiani.
Fu nominato nunzio apostolico alla Corte di Carlo Alberto, nel Regno di Sardegna.
Amò più meritare che conseguire e ricusò molte cariche prestigiose. Venne ascritto al Patriziato Eugubino.

## Genealogia episcopale
La genealogia episcopale è:
- Cardinale Scipione Rebiba
- Cardinale Giulio Antonio Santori
- Cardinale Girolamo Bernerio, O.P.
- Arcivescovo Galeazzo Sanvitale
- Cardinale Ludovico Ludovisi
- Cardinale Luigi Caetani
- Cardinale Ulderico Carpegna
- Cardinale Paluzzo Paluzzi Altieri degli Albertoni
- Papa Benedetto XIII
- Papa Benedetto XIV
- Papa Clemente XIII
- Cardinale Marcantonio Colonna
- Cardinale Giacinto Sigismondo Gerdil, B.
- Cardinale Giulio Maria della Somaglia
- Arcivescovo Vincenzo Massi